# Izabela Kuna
Pour les articles homonymes, voir Kuna.
Izabela Kuna, née le 25 novembre 1970 à Tomaszów Mazowiecki, est une actrice polonaise.

## Filmographie
- 2008 : 33 Scènes de la vie  : Kaśka, sœur de Julia
- 2013 : Ligne d'eau  : Krystyna
- 2014 : Cours sans te retourner  : Magda Janczyk
- 2016 : Wołyń  : madame Głowacka, mère de Zosia
- 2016 : Marie Curie  : Bronia
- 2023 : Le Remède à l'oubli (Znachor) de Michał Gazda : la comtesse Eleonora Czynska